# Tercer Concilio de Lima
El Tercer Concilio de Lima fue un concilio de la Iglesia Católica celebrado en Lima, en ese momento capital de la colonia española conocida como Virreinato del Perú . Fue el más importante de los tres Concilios celebrados en Lima durante el siglo XVI, ya que organizó definitivamente la Iglesia en América. Estuvo presidido por el arzobispo Toribio de Mogrovejo en 1581, y duró del 15 de agosto de 1582 al 18 de octubre de 1583.

## Historia
El Concilio definió muchas regulaciones y principios para la Iglesia local, sobre todo lo relativo con la evangelización de los indígenas. En este Concilio se definió que el trato debe ser adecuado, es decir, tratarlos "no como esclavos sino como hombres libres", preocuparse por su educación y empeñarse en la enseñanza de las costumbres europeas de la época. 
Uno de sus más famosos decretos exigía el uso de las lenguas indígenas en este proceso de evangelización, prohibiendo el uso del latín y limitando el uso exclusivo del español. Produjo un catecismo trilingüe (entonces conocido como "Catecismo de San Toribio"), en español, quechua y aymara . Este catecismo fue posteriormente traducido al idioma guaraní por fray Luis de Bolaños, y adoptado por el Primer Sínodo de Asunción (1603) para su uso en la zona de la cuenca alta del río Paraná (este de Brasil, Paraguay y noreste de Argentina).
El Concilio también fomentó la fundación de seminarios y estableció normas para la ordenación de nuevos sacerdotes, exigiéndoles visitar regularmente las comunidades, además del uso apropiado de la liturgia para invitar a los indígenas a las celebraciones.